# Zabergau Reinette
Zabergau Reinette es una  variedad cultigen de manzano (Malus domestica).
Los progenitores de 'Zabergau Reinette' son desconocidos. La Zabergäurette es una variedad de manzana que obtuvo su nombre de la Zabergäu (una región en Baden-Württemberg, a unos 40 km al norte de Stuttgart y a 50 km al este de Karlsruhe). Fue creado en 1885 en "Hausen an der Zaber" como una plántula al azar.

## Sinónimos
- "Zabergäurenette",
- "Zabergau Renette",
- "Hausener Graue Renette",
- "Graue Renette von Zabergau",
- "Zabergäu".[5]

## Historia
El origen del 'Zabergau Reinette es desconocido. Criado de una pepita plantada en 1885 cerca de la ciudad de Hausen con vistas al río Zaber en Baden-Württemberg (Alemania). Lanzado al cultivo en 1926. Algunas fuentes sostienen que proviene de la 'Graue Französische Renette' y está relacionado con la 'Canada Reinette'.

## Características
Las frutas de 'Zabergau Reinette' en su mayoría son de proporciones grandes a muy grandes, son planas, pueden ser de forma irregular. La epidermis es como en muchas 'Reinetas', áspera y verde, el color base de la piel es amarillo en plena madurez, también rojizo en el lado soleado, que en su mayor parte no es visible debido al ""russeting" (pardeamiento áspero superficial que presentan algunas variedades) muy fuerte. El color generalmente cambia a amarillo en el almacén.
El cáliz es de tamaño mediano y parcialmente abierto, colocado en una cuenca profunda y estrecha. El tallo es largo y delgado, colocado en una cuenca profunda y estrecha. La carne amarillenta es de grano fino, firme, crujiente, dulce, ligeramente ácida y picante.
Las frutas que maduran en octubre son adecuadas como manzanas de mesa, así como para cocinar, hornear o mostos. El fruto es estable hasta marzo, pero luego se vuelve seco. Las frutas son menos ácidas que las 'Schönen aus Boskoop'.
Su tiempo de recogida de cosecha se inicia a finales de octubre. Las frutas se pueden almacenar durante aproximadamente 5–6 meses en un almacén natural fresco. El rendimiento del árbol comienza temprano y tiene periodos de alternancia (contrañada).

## Ploidismo
Triploide. Auto estéril. Para su fecundación es necesario que se plante junto a variedades del grupo de polinización D.

## Cultivo
'Zabergau Reinette' es un árbol de expansión vertical moderadamente vigoroso, a veces con una corona en forma de cúpula. Da fruto en espuelas. Tiene tendencia a producir mejor cada dos años (contrañada). Adecuado para zonas de resistencia 4 a 9.

## Uso
Se usa como una manzana fresca para comer, pero también se usa para la producción de sidra. Hace excelentes tartas de manzana. El sabor y la dulzura mejoran después de algunas semanas en el almacenamiento.